# Cherokees de Knoxville
Les Cherokees de Knoxville sont une franchise de hockey sur glace de l'ECHL qui était basée à Knoxville dans le Tennessee aux États-Unis.

## Historique
La franchise commence son activité en 1988 en même temps que l'ECHL et existe pendant neuf saisons. Elle remporte deux titres de saison régulière en 1990-1991 et en 1993-1994. En 1997, elle déménage à Florence en Caroline du Sud et devient le Pride de Pee Dee.
Durant son existence, la franchise est affiliées aux Knights d'Atlanta en 1993-1994, au Thunder de Las Vegas de 1993 à 1996 et aux Roadrunners de Phoenix de 1994 à 1997, clubs de la Ligue internationale de hockey, ainsi qu'aux Penguins de Pittsburgh de 1990 à 1992, au Lightning de Tampa Bay en 1993-1994 et aux Kings de Los Angeles de 1994 à 1997, franchises de la Ligue nationale de hockey.

## Logos

## Statistiques
| No | Saison    | PJ | V  | D  | DP | DTB | BP  | BC  | Pts | Classement         | Séries éliminatoires     | Entraîneur                  |
| -- | --------- | -- | -- | -- | -- | --- | --- | --- | --- | ------------------ | ------------------------ | --------------------------- |
| 1  | 1988-1989 | 60 | 32 | 27 | 1  | 0   | 266 | 286 | 65  | 3e de la ligue     | Défaite au premier tour  | Pierre Hamel                |
| 2  | 1989-1990 | 60 | 21 | 33 | 6  | 0   | 230 | 300 | 48  | 8e de la ligue     | Non qualifiés            | Pierre Hamel Donald Jackson |
| 3  | 1990-1991 | 64 | 46 | 13 | 5  | 0   | 377 | 323 | 97  | 1er division Ouest | Défaite au premier tour  | Don Jackson                 |
| 4  | 1991-1992 | 64 | 20 | 36 | 5  | 3   | 265 | 355 | 48  | 7e division Est    | Non qualifiés            | Bill Nyrop                  |
| 5  | 1992-1993 | 64 | 19 | 39 | 4  | 2   | 212 | 323 | 44  | 8e division Ouest  | Non qualifiés            | Barry Smith                 |
| 6  | 1993-1994 | 68 | 44 | 18 | 1  | 5   | 325 | 246 | 97  | 1er division Ouest | Défaite au premier tour  | Barry Smith                 |
| 7  | 1994-1995 | 68 | 30 | 30 | 8  | 0   | 241 | 267 | 68  | 4e division Ouest  | Défaite au premier tour  | Barry Smith                 |
| 8  | 1995-1996 | 70 | 37 | 29 | 0  | 4   | 323 | 303 | 78  | 4e division Sud    | Défaite au deuxième tour | Barry Smith                 |
| 9  | 1996-1997 | 70 | 24 | 43 | 0  | 3   | 260 | 343 | 51  | 7e division Est    | Non qualifiés            | Barry Smith Jack Capuano    |